# Dorothy Sebastian
Pour les articles homonymes, voir Sebastian.
Dorothy Sebastian est une actrice américaine, née à Birmingham (Alabama, États-Unis) le 26 avril 1903, morte à Los Angeles — Quartier de Woodland Hills — (Californie, États-Unis) le 8 avril 1957.

## Biographie

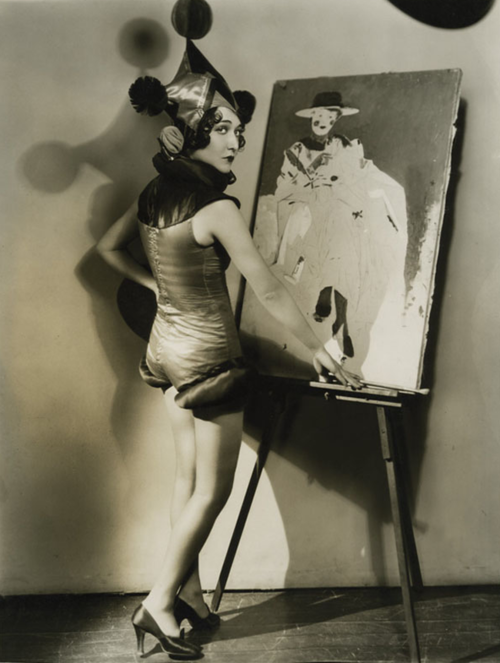
Dorothy Sebastian photographiée par Ruth Harriet Louise.

Dorothy Sebastian débute au cinéma en 1925, participant à soixante-trois films américains (la moitié étant des muets) jusqu'en 1948. Un de ses films les plus connus est Le Figurant (1929), aux côtés de Buster Keaton. Au moment de son premier mariage en 1935, elle se retire quasiment, ne revenant au cinéma, à partir de 1937, que pour dix films (le plus souvent dans des petits rôles, parfois non crédités), dont trois westerns avec Roy Rogers en 1939. Après son second mariage en 1947, elle se retire définitivement.
Au théâtre, Dorothy Sebastian participe à une revue représentée à Broadway (New York) en 1924.
Elle meurt d'un cancer en 1957, peu avant ses 54 ans. Une étoile lui est dédiée sur le Walk of Fame d'Hollywood Boulevard.

## Filmographie partielle
- 1925 : Half a Hero de Fred Hibbard (court métrage)
- 1925 : Sackcloth and Scarlet d'Henry King
- 1925 : Winds of Chance de Frank Lloyd
- 1925 : Why Women love d'Edwin Carewe
- 1925 : Bluebeard's Seven Wives d'Alfred Santell
- 1926 : Le Torrent (Torrent) de Monta Bell
- 1926 : You'd Be Surprised d'Arthur Rosson
- 1926 : Beauty à la Mud d'Harold Beaudine
- 1927 : La Morsure (The Show) de Tod Browning
- 1927 : Slide, Kelly, Slide d'Edward Sedgwick
- 1927 : The Demi-Bride de Robert Z. Leonard
- 1927 : California de W. S. Van Dyke
- 1927 : Le Bateau ivre (Twelve Miles Out) de Jack Conway
- 1927 : The Isle of Forgotten Women de George B. Seitz
- 1927 : Tea for Three de Robert Z. Leonard
- 1927 : The Arizona Wildcat de Roy William Neill
- 1928 : Wyoming de W. S. Van Dyke
- 1928 : Les Nouvelles Vierges (Our dancing daughters), de Harry Beaumont
- 1928 : The House of Scandal de King Baggot
- 1928 : The Adventurer de Victor Tourjansky et W. S. Van Dyke
- 1928 : Mirages (Show People), de King Vidor (caméo, elle-même)
- 1928 : Intrigues (A Woman of Affairs) de Clarence Brown
- 1929 : Le Spectre vert (The Unholy Night) de Lionel Barrymore
- 1929 : Morgan's Last Raid de Nick Grinde
- 1929 : Le Figurant (Spite Marriage) d'Edward Sedgwick et Buster Keaton
- 1929 : The Rainbow de Reginald Barker
- 1929 : The Spirit of Youth de Walter Lang
- 1929 : The Devil's Apple Tree d'Elmer Clifton
- 1929 : Le Droit d'aimer (The Single Standard), de John Stuart Robertson
- 1929 : His First Command de Gregory La Cava
- 1930 : Montana Moon de Malcolm St. Clair
- 1930 : Officer O'Brien de Tay Garnett
- 1930 : Cœurs impatients (Our Blushing Brides), de Harry Beaumont
- 1930 : Hell's Island d'Edward Sloman
- 1930 : Brothers de Walter Lang
- 1930 : The Utah Kid de Richard Thorpe
- 1931 : Lightning Flyer de William Nigh
- 1931 : Ships of Hate de John P. McCarthy
- 1931 : The Deceiver (en) de Louis King
- 1931 : The Big Gamble de Fred Niblo
- 1932 : They never come back de Fred C. Newmeyer
- 1933 : Le Bateau des fugitifs (Ship of Wanted Men) de Lewis D. Collins
- 1934 : No Sleep on the Deep de Charles Lamont
- 1934 : L'Horloger amoureux (Allez Oop) de Buster Keaton et Charles Lamont (court métrage)
- 1934 : The Life of Verige Winters d'Alfred Santell
- 1939 : Rough Riders' Round-up de Joseph Kane
- 1939 : The Arizona Kid de Joseph Kane
- 1939 : Days of Jesse James (en) de Joseph Kane
- 1941 : Kansas Cyclone de George Sherman
- 1941 : Among the Living de Stuart Heisler
- 1942 : Les Naufrageurs des mers du Sud (Reap the Wild Wind) de Cecil B. DeMille
- 1942 : True to the Army d'Albert S. Rogell
- 1948 : Le Miracle des cloches (The Miracle of the Bells) d'Irving Pichel

## Théâtre (à Broadway)
- 1924 : George White's Scandals of 1924, revue, musique de George Gershwin, lyrics de B.G. DeSylva et Ballard MacDonald, livret de George White et William K. Wells, avec Louise Brooks, Dolores Costello